# Bercești (okręg Buzău)
Bercești – wieś w Rumunii, w okręgu Buzău, w gminie Costești. W 2011 roku liczyła 175 mieszkańców.